# The Mosquito Coast (serie de televisión)
The Mosquito Coast (la costa de los mosquitos) es una serie de televisión dramática estadounidense, producida por Apple TV, basada en el libro homónimo de Paul Theroux. Desarrollada por Neil Cross y Tom Bissell, se estrenó el 30 de abril de 2021. La serie está protagonizada por Justin Theroux, sobrino del autor y Melissa George en los papeles principales. En junio de 2021, la serie fue renovada para una segunda temporada, que se estrenó el 3 de noviembre de 2022. Tras finalizar la temporada la serie fue cancelada.

## Argumento
Allie Fox es un ingeniero e inventor que mantiene su vida todo lo fuera posible del control gubernamental y corporativo en su rebelión anticonsumista. Tiene un hogar autosuficiente, crea sus propios combustibles, etc., sin razones aparentes, ni siquiera para su familia. Toda su vida tranquila y espartana  se va al traste cuando se ven localizados y perseguidos por el gobierno, lo que les embarca en una huida hacia México.

## Reparto
- Justin Theroux como Allie Fox, un hombre de familia idealista que se desilusiona cada vez más con la comercialización de los Estados Unidos.
- Melissa George como Margot, la esposa de Allie.
- Logan Polish como Dina, la hija adolescente de Allie y Margot
- Gabriel Bateman como Charlie, hijo de Allie y Margot